# Dean Harrington
 (juin 2023).
Si vous disposez d'ouvrages ou d'articles de référence ou si vous connaissez des sites web de qualité traitant du thème abordé ici, merci de compléter l'article en donnant les références utiles à sa vérifiabilité et en les liant à la section « Notes et références ».
 (juin 2023).
La mise en forme du texte ne suit pas les recommandations de Wikipédia : il faut le « wikifier ».
Les points d'amélioration suivants sont les cas les plus fréquents. Le détail des points à revoir est peut-être précisé sur la page de discussion.
- Les titres sont pré-formatés par le logiciel. Ils ne sont ni en capitales, ni en gras.
- Le texte ne doit pas être écrit en capitales (les noms de famille non plus), ni en gras, ni en italique, ni en « petit »…
- Le gras n'est utilisé que pour surligner le titre de l'article dans l'introduction, une seule fois.
- L'italique est rarement utilisé : mots en langue étrangère, titres d'œuvres, noms de bateaux, etc.
- Les citations ne sont pas en italique mais en corps de texte normal. Elles sont entourées par des guillemets français : « et ».
- Les listes à puces sont à éviter, des paragraphes rédigés étant largement préférés. Les tableaux sont à réserver à la présentation de données structurées (résultats, etc.).
- Les appels de note de bas de page (petits chiffres en exposant, introduits par l'outil «  Source ») sont à placer entre la fin de phrase et le point final[comme ça].
- Les liens internes (vers d'autres articles de Wikipédia) sont à choisir avec parcimonie. Créez des liens vers des articles approfondissant le sujet. Les termes génériques sans rapport avec le sujet sont à éviter, ainsi que les répétitions de liens vers un même terme.
- Les liens externes sont à placer uniquement dans une section « Liens externes », à la fin de l'article. Ces liens sont à choisir avec parcimonie suivant les règles définies. Si un lien sert de source à l'article, son insertion dans le texte est à faire par les notes de bas de page.
- La présentation des références doit suivre les conventions bibliographiques. Il est recommandé d'utiliser les modèles {{Ouvrage}}, {{Chapitre}}, {{Article}}, {{Lien web}} et/ou {{Bibliographie}}. Le mode d'édition visuel peut mettre en forme automatiquement les références.
- Insérer une infobox (cadre d'informations à droite) n'est pas obligatoire pour parachever la mise en page.

Pour une aide détaillée, merci de consulter Aide:Wikification.
Si vous pensez que ces points ont été résolus, vous pouvez retirer ce bandeau et améliorer la mise en forme d'un autre article.
Daniel Dean Harrington, né à San Francisco le 9 septembre 1948, est un acteur, doubleur, cascadeur et blogueur américain, dont la carrière s'est développée principalement dans l'industrie cinématographique asiatique.

## Biographie
Après avoir fait son début au théâtre dans son pays d'origine, il a été cascadeur pendant de nombreuses années; puis a enchaîné avec de véritables rôles d'acteur dans des films d'action, étant dirigé par des réalisateurs orientaux comme Jet Li, John Woo, Godfrey Ho et Ringo Lam, mais participant également dans les productions européennes et américaines. Il est apparu dans 8 Femmes ½ de Peter Greenaway, sa seule comédie au cinema. Mais son nom reste surtout lié à Returner du cinéaste japonais Takashi Yamazaki, où il a joué un rôle central dans le déroulement de l'intrigue.
Depuis les années 90, il est également actif en tant que doubleur, notamment dans le secteur du jeu vidéo; Harrington est la voix d'Enrico Marini dans Resident Evil, de Buff Bryant dans Time Crisis II , de Rahab et de l'annonceur dans The Ocean Hunter  , de Boris Zugoski dans Chase the Express et de Master Hand et Crazy Hand dans Super Smash Bros., entre autres,
Il vit à Tokyo, ayant épousé une femme du Japon. C'est un des fondateurs du Tokyo International Short Film Festival.